# Tipula (Papuatipula) divergens
Tipula (Papuatipula) divergens is een tweevleugelige uit de familie langpootmuggen (Tipulidae). De soort komt voor in het Australaziatisch gebied.